# حزب ساسنا تسرير القومي الأرمني
ساسنا تسرير (بالأرمنية: Սասնա Ծռեր)‏ هو حزب سياسي أرمني قومي تأسس في سبتمبر عام 2018 في أعقاب الثورة المخملية التي قامت في البلاد. كان ساسنا تسرير في السابق حركة سياسية راديكالية، وقد توجت أنشطتها بأزمة الرهائن في يريفان 2016. لقد نبذ الحزب في وقت لاحق العنف. يُعد جيرا سفيليان، وهو أحد المحاربين القدامى في حرب مرتفعات قرة باغ، أحد الشخصيات الرئيسية في الحزب. ينوي الحزب اقامة حزب شقيق في جمهورية مرتفعات قرة باغ. شارك الحزب في الانتخابات البرلمانية لعام 2018، لكنه حصل على 1.82% فقط من الأصوات. ولأن هذا كان أقل من الحد الأدنى المطلوب وهو 5%، فقد فشل الحزب في الحصول على أي تمثيل في الجمعية الوطنية الأرمينية.

## الاسم
اسم الحزب مأخوذ من قصيدة ملحمية بطولية للأرمن هي دارديفيلز ساسون (ساسنا تسرير باللغة الأرمنية).

## المنظمة
يرأس الحزب سكرتارية من سبعة أعضاء هم: غارجين تشوغاسيان وألكساندر ينيكومشيان وجيفورج سافاريان وفاهجن أفاجيان وأريك كيوريغيان وروزان يغنيوكيان وفاروزان أفيتيسيان.

## الأيديولوجية
يعتبر الحزب من الأحزاب القومية. كما يطالب صراحة بتوحيد جمهورية مرتفعات قرة باغ (مرتفعات قرة باغ) مع جمهورية أرمينيا. عارض الحزب بشدة الحزب الجمهوري الذي كان الحزب الحاكم السابق في أرمينيا. زعيم الأمر الواقع في الحزب جيرا سفيليان يدعم إنشاء أرمينيا المتحدة. الهدف الاستراتيجي للحزب هو توحيد الأرمن في أرمينيا والخارج، وضمان استدامة الأمة الأرمنية وتأثيرها العالمي.
إن سياسة الحزب الخارجية معادية بشدة لروسيا، حيث يدعو بيانه إلى «تحرير أرمينيا من الحكم الاستعماري الروسي»، والانسحاب من المنظمات التي تقودها روسيا بما في ذلك الاتحاد الاقتصادي الأوروآسيوي، ومنظمة معاهدة الأمن الجماعي، ورابطة الدول المستقلة. يدافع الحزب عن إقامة تحالفات إستراتيجية مع الولايات المتحدة، وإيران وبناء تعاون أوثق مع الاتحاد الأوروبي، وأوكرانيا، وجورجيا والصين، والهند.